# Pseudexechia aurivernica
Pseudexechia aurivernica är en tvåvingeart som beskrevs av Chandler 1978. Pseudexechia aurivernica ingår i släktet Pseudexechia och familjen svampmyggor. Enligt den finländska rödlistan är arten nära hotad i Finland. Arten är reproducerande i Sverige. Artens livsmiljö är naturlundskogar. Inga underarter finns listade i Catalogue of Life.